# Georg Ratzinger (1844-1899)
Pour les articles homonymes, voir Ratzinger.
Georg Ratzinger, né le 3 avril 1844 à Rickering et mort le 3 décembre 1899 à Munich, est un prêtre catholique, théologien, homme politique et journaliste bavarois. Il est également le grand-oncle paternel du pape Benoît XVI et de son frère Georg Ratzinger (1924-2020).

## Biographie
De 1855 à 1863, Georg Ratzinger étudie au lycée à Passau, puis étudie en théologie à Munich de 1863 à 1867. Il est ordonné prêtre en 1867. En 1868, il obtient son doctorat en théologie avec une thèse sur « l'histoire des soins ecclésiastiques sur les pauvres ».
De 1869 à 1870, il est coopérateur à Berchtesgaden, de 1870 à 1871, il est éditeur du magazine Fränkisches Volksblatt , puis de 1872 à 1874 il devient aumônier à Landshut, puis à partir de 1876 il est journaliste au magazine Ami du Peuple. Entre 1883 et 1884, il est aumônier du duc Charles-Théodore en Bavière, frère de l'impératrice d'Autriche (dite Sissi), entre 1884 et 1888, il est curé de la paroisse de Günzelhofen. 
De 1875 à 1877, il se lance dans la politique à travers le Parti patriote de Bavière, il est alors élu député de la circonscription de Tölz. Entre 1893 et 1899, il est élu dans la circonscription de Regen en tant que membre de la Chambre des députés du Parlement de Bavière, d'abord comme député indépendant, puis comme membre de la Fédération des agriculteurs bavarois. À partir de 1898 jusqu'à sa mort, il est réélu en tant que député indépendant dans la circonscription de Deggendorf.
Il se décrit comme un «ennemi de l'« Empire clérico-social ». Il pense que le militarisme repose principalement sur les épaules des travailleurs qui paient des impôts. Ensuite, il réalise, en 1895, que les tendances militaristes conduiront à une guerre mondiale.
Une de ses œuvres les plus importantes est une étude intitulée L'économie nationale et leurs fondements moraux - Études éthico-sociale sur la culture et la civilisation.
Député au Reichstag, il défend les droits des paysans bavarois et combat le travail des enfants.
Le 3 décembre 1899, l'abbé Ratzinger meurt à l'hôpital de Munich après plusieurs opérations de l'estomac.